# Divlji koromač
Divlji koromač (razgranjena portenšlagija, granovita nevesika lat. Portenschlagiella ramosissima, ili Athamanta ramosissima), ili razgranati koromačinac, je trajnica iz porodice štitarki. Divlji koromač je iz Italije (Calabria, Basilicata, Campania) i s obale Hrvatske i Albanije. Ime roda je koromačinac, a vrste razgranati koromačinac.
To je aromatična biljka koja nastanjuje pukotine stijena (hazmofit), privlačna kukcima (ne svima) koji je oprašuju. Naraste do 60 cm, a stabljika je razgranjena, a plod je kalavac. Kemijski je slabo ispitana. Djeluje antimikrobno, diuretsko, hepatoprotektivno, insekticidno i antikancerogeno.
Portenschlagia je ime dobio po botaničaru koji se zvao Franz von Portenschlag-Ledermayer.

## Sinonimi
- Athamanta flavescens Vis.
- Cuminum ramosissimum (Port.) Koso-Pol.
- Portenschlagia ramosissima (Port.) Vis.
- Seseli lucanum Barbaz.
- Seseli ramosissimum (Port.) M.Hiroe

## Galerija
- P. ramosissima
- P. ramosissima
- P. ramosissima